# Antipas Mbusa
Antipas Mbusa Nyamwisi, né à Mutwanga le 15 novembre 1959 dans la province du Nord-Kivu, est un homme politique et militaire de la république démocratique du Congo.

## Biographie
Fils d'un pasteur protestant, Mbusa est né à Mutwanga le 15 novembre 1959. Diplômé d'une licence en sociologie à l'Université de Kisangani en 1989,, Mbusa Nyamwisi est l'un des membres fondateurs du RCD et combat contre les troupes de Laurent-Désiré Kabila lors de la deuxième guerre du Congo. 
En 1999, Mbusa Nyamwisi suit Ernest Wamba dia Wamba dans une scission du RCD : le RCD-Kisangani (ou RCD-Wamba). Le RCD-Kisangani perd le contrôle de la ville de Kisangani face aux troupes du RCD-Goma et se réfugie à Bunia dans l'Ituri. Le RCD-Kisangani se scinde entre les partisans de Mbusa Nyamwisi (qui nomment leur mouvement RCD-Kisangani-Mouvement de libération, RCD-K-ML ou RCD-ML) et ceux d'Ernest Wamba dia Wamba (ce dernier groupe n'ayant bientôt plus aucune importance militaire).
Mbusa Nyamwisi est soupçonné par un rapport remis au président ougandais Yoweri Museveni d'avoir détourné environ 10 millions de dollars (principalement en permettant l'exploitation des ressources naturelles de la région qu'il contrôlait militairement, mais aussi exonération de taxes, etc.).
Lors de la période de transition, Mbusa Nyamwisi obtient le poste de ministre de la Coopération régionale dans le gouvernement de transition. Le RCD-ML obtient aussi le ministère de l'Urbanisme et de l'Habitat (pour John Tibassima Atenyi). Le RCD-ML obtient aussi 15 sièges dans l'assemblée nationale de transition.
Il fait partie du parti politique des Forces du renouveau.
En 2006, alors qu'il est candidat à l’élection présidentielle, il appelle son électorat à voter au second tour pour le candidat Joseph Kabila. 
Le 6 février 2007, il devient ministre des Affaires étrangères du gouvernement d'Antoine Gizenga. Il est remplacé par Alexis Thambwe Mwamba dans le gouvernement Muzito, le 27 octobre 2008. En 2011, il rejoint l'opposition congolaise après avoir déposé sa démission auprès du président Kabila et ainsi il laisse son poste de ministre de la Décentralisation. Il dépose aussi sa candidature à l'élection présidentielle. En tentant de réconcilier les candidats de l'opposition pour trouver une candidature commune, il sacrifie sa propre campagne et sort 5e sur une liste de 11 candidats. Antipas Mbusa est issu de la communauté Nande (Yira) qui est la plus importante de la région et devient ministre de la Décentralisation et de l'Aménagement du territoire.
Antipas Mbusa rejoint ensuite la coalition Lamuka pour soutenir la candidature de Martin Fayulu lors de l'élection présidentielle de 2018. Il quitte ensuite Lamuka.
En mars 2023, Antipas Mbusa devient ministre d’État, chargé de l’Intégration régionale dans le gouvernement Lukonde II.